# Seznam pobočných táborů Mittelbau
Seznam pobočných táborů koncentračního tábora Mittelbau-Dora obsahuje lokality koncentračních táborů komplexu Mittelbau. Velitelství KT Mittelbau bylo původně pouze pobočným táborem koncentračního tábora Buchenwald, ale na konci září 1944 nařídila SS, aby došlo k jeho osamostatnění. KT Mittelbau vstoupil do provozu 1. listopadu 1944 s 32 471 vězni.
1. Alfred.[1]
2. Artern[1]
3. Ballenstedt[1]
4. Blankenburg[1]
5. Ellrich[1]
6. Gross-Werther[1]
7. Dora[1]
8. Harzungen[1]
9. Hohlstedt[1]
10. Ilfield[1]
11. Ilsenburg[1]
12. Kelbra[1]
13. Kleinbodungen[1]
14. Langenstein-Zwieberge
15. Niedersachswerfen[1]
16. Nordhausen (Kasárna)[1]
17. Osterode am Harz[1]
18. Rossla[1]
19. Rottleberode[1]
20. Salza/Thüringen
21. Sangerhausen
22. Sollstedt
23. Wieda
24. Woffleben[1]

Pracovní skupiny složené výhradně z Poláků
1. Baubrigade 4
2. Baubrigade 7
3. Baubrigade I
4. Baubrigade III
5. Baubrigade IV
6. Baubrigade V - West
7. Baubrigade VI